# Anteckningsböcker från fängelset
Anteckningsböcker från fängelset (it. Quaderni del carcere), Antonio Gramscis mest betydande verk, 29 anteckningsböcker från hans tid i fängelse 1929-1935, utgivet i fyra band efter hans död. 

## Titel i original
- Quaderni del carcere
  - Deltitel Vol. 1, Quaderni 1(XVI)-5(IX), (1929-1932)
  - Deltitel Vol. 2, Quaderni 6(VIII)-11(XVIII), (1930-1933)
  - Deltitel Vol. 3, Quaderni 12(XXIX)-29(XXI), (1932-1935)
  - Deltitel Vol. 4, Apparato critico